# Gonobahini
Gonobahini (bengali : গণবাহিনী « Armée du Peuple ») était la branche armée de la Jatiya Samajtantrik Dal.

## Histoire
En 1972, la Bangladesh Chhatra League, l'aile étudiante de la Bangladesh Awami League s'est scindée pour former le Jatiya Samajtantrik Dal, dirigé par Serajul Alam Khan.
Le parti a appelé à l'établissement du socialisme par une révolution armée. En conséquence, le Gonobahini a été formé et a dirigé une insurrection violente contre le gouvernement du Sheikh Mujibur Rahman. En 1974, Hasanul Haq Inu a dirigé un groupe d'hommes armés qui ont attaqué la résidence du ministre de l'Intérieur de l'époque, Muhammad Mansur Ali, ce qui a entraîné un massacre. Les Gonobahini sont également accusés d'avoir tué de nombreux membres de la Ligue Chhatra du Bangladesh et de la Ligue Awami.

## Dissolution
Lorsque Ziaur Rahman a été libéré par les membres du Gonobahini, il s'est rendu compte que le désordre qu'ils avaient déclenché par la mutinerie devait être fermement réprimé et que la discipline devait être restaurée dans l'armée du Bangladesh. Ziaur Rahman a déclaré la loi martiale, a réprimé les Jatiya Samajtantrik Dal et Gonobahini. Abu Taher a été condamné à mort et d'autres personnalités du parti ont été condamnées à diverses peines de prison.

## Critique
En 2016, le secrétaire général de la Ligue Awami du Bangladesh, Sayed Ashraful Islam, a fait remarquer que Jatiya Samajtantrik Dal et Gonobahini avaient créé l'atmosphère politique qui avait conduit à l'assassinat du Sheikh Mujibur Rahman. Les chefs des partis d'opposition tiennent également ces activités pour responsables de l'assassinat du cheikh Mujib. D'autres personnalités de l'opposition les ont appelés « le Al-Qaïda de son temps ».
Auparavant, Kazi Firoz Rashid (en) du Jatiya, la principale opposition au parlement, avait lancé une attaque cinglante contre les Gonobahinis pour leur politique anarchique et destructrice qui avait fait des milliers de morts parmi les combattants de la liberté et les hommes de la Ligue Awami, de la ligue Jubo (en) et de la Chhatra League.